# Gymnocephalus baloni
Gymnocephalus baloni – gatunek słodkowodnej ryby z rodziny okoniowatych. Odkryty został w 1974 roku. Nazwany według Eugeniusza Balona.

## Występowanie
Dorzecze Dunaju, Dniestru i Dniepru. Żyje w miejscach o wartkim prądzie.